# Bataille d'Omosu
La bataille d'Omosu (Shinjitai: 重須の戦い; Omosu no Tatakai) de 1580 est une des nombreuses batailles menées entre les clans Hōjō et Takeda des époques Sengoku et Azuchi Momoyama du XVIe siècle de l'histoire du Japon. Elle se distingue, cependant, comme l'une des rares batailles navales du Japon pré-moderne.
La bataille a lieu au large de la côte de la péninsule d'Izu entre la marine de Hōjō Ujimasa, chef du clan Go-Hōjō et celle de Takeda Katsuyori, chef des Takeda. Alors que les navires s'affrontent, les armées de terre de chaque famille progressent l'une vers l'autre. En fin de compte, les Go-Hōjō sont victorieux.

## Source de la traduction
- (en) Cet article est partiellement ou en totalité issu de l’article de Wikipédia en anglais intitulé « Battle of Omosu » (voir la liste des auteurs).